# Coelocybinae
La sottofamiglia dei Coelocybinae Bouček, 1988, è un raggruppamento di insetti della famiglia degli Pteromalidi (Hymenoptera: Chalcidoidea).
La biologia dei Celocibini è poco sconosciuta. Di loro si conosce l'associazione con galle di piante arboree e di cui si ipotizza l'attività di parassitoidismo, ma non si hanno informazioni sugli ospiti. La maggior parte delle specie è presente in Australia, ma sono riconosciuti anche due generi presenti in Nuova Zelanda e uno in Sudamerica.

## Sistematica
La sottofamiglia comprende circa 40 specie distribuite in 17 generi:
- Acoelocyba
- Ambogaster
- Cecidellis
- Coelocyba
- Coelocyboides
- Cooloolana
- Cybopella
- Erotolepsiella
- Eucoelocybomyia

- Fusiterga
- Lanthanomyia
- Lelapsomorpha
- Nerotolepsia
- Ormyromorpha
- Paratomicobia
- Tomicobomorphella
- Yrka